# Rémi Cavagna
Rémi Cavagna (* 10. August 1995 in Clermont-Ferrand) ist ein französischer Radrennfahrer.

## Karriere
Cavagna wurde 2015 französischer U23-Meister im Einzelzeitfahren. Im Jahr 2016 schloss er sich dem UCI Continental Team Klein Constantia, dem Farmteam des UCI WorldTeams Etixx-Quick Step, an und gewann mit der Schlussetappe der Volta ao Alentejo sein erstes Rennen des internationalen Kalenders und später im Jahr mit der Gesamtwertung der Tour de Berlin sein erstes internationales Etappenrennen.
Zur Saison 2017 wechselte Cavagna vom Farmteam zu WorldTeam, für das er in seinem ersten Jahr Zweiter in der Gesamtwertung der Belgien-Rundfahrt wurde und 2018 das Eintagesrennen Dwars door Vlaanderen gewann. Im Jahr 2019 gewann er mit einer Etappe der Kalifornien-Rundfahrt sein erstes Rennen der UCI WorldTour und als letzter Verbliebener einer frühen Ausreißergruppe der 17. Etappe der Vuelta a España 2019 seinen ersten Tagesabschnitt einer Grand Tour. Er gewann 2020 das UCI-ProSeries-Eintagesrennen Faun-Ardèche Classic und die französische Meisterschaft im Einzelzeitfahren. Bei den Europameisterschaften wurde Zweiter und bei den Weltmeisterschaften Siebter im Zeitfahrwettbewerb.

## Erfolge
2015
- Französischer Meister – Einzelzeitfahren (U23)

2016
- eine Etappe Volta ao Alentejo
- eine Etappe Circuit des Ardennes
- Gesamtwertung und eine Etappe Tour de Berlin
- eine Etappe und Nachwuchswertung Paris-Arras Tour
- eine Etappe Course de la Solidarité Olympique
- Französischer Meister – Einzelzeitfahren (U23)
- Europameisterschaft (U23) – Einzelzeitfahren

2018
- Dwars door West-Vlaanderen

2019
- eine Etappe Kalifornien-Rundfahrt
- eine Etappe Vuelta a España

2020
- Faun-Ardèche Classic
- Französischer Meister – Einzelzeitfahren
- Europameisterschaft – Einzelzeitfahren
- Kämpferischster Fahrer Vuelta a España

2021
- eine Etappe Tour de Romandie
- Französischer Meister – Straßenrennen

2023
- Französischer Meister – Einzelzeitfahren
- Gesamtwertung und eine Etappe Slowakei-Rundfahrt

## Grand-Tour-Platzierungen
| Grand Tour            | 2018 | 2019 | 2020 | 2021 | 2022 | 2023 | 2024 |
| --------------------- | ---- | ---- | ---- | ---- | ---- | ---- | ---- |
| Giro d’ItaliaGiro     | 115  | –    | –    | 68   | –    | –    | –    |
| Tour de FranceTour    | –    | –    | 113  | –    | –    | 106  | –    |
| Vuelta a EspañaVuelta | –    | 52   | 84   | –    | 104  | –    | –    |